# Caecosagitta aberrantis
Caecosagitta aberrantis är en djurart som tillhör fylumet pilmaskar, och som beskrevs av Kasatkina 2003. Caecosagitta aberrantis ingår i släktet Caecosagitta och familjen Eukrohniidae. Inga underarter finns listade i Catalogue of Life.